# Józef Różak
Józef Różak, né le 5 février 1945 à Kościelisko, est un biathlète polonais.

## Biographie
Il est aussi actif en ski de fond au niveau national, remportant deux titres de champion de Pologne.
En biathlon, il démontre plus d'impact au niveau international, se classant quatrième du relais des Jeux olympiques d'hiver de 1968 en compagnie de Andrzej Fiedor, Stanisław Łukaszczyk et Stanisław Szczepaniak, avant de remporter une médaille de bronze aux Championnats du monde 1971, en relais avec Andrzej Rapacz, Aleksander Klima et Józef Stopka. Avec cette même équipe, il prend la septième place aux Jeux olympiques de Sapporo en 1972. Son meilleur résultat individuel est vingtième aux Championnats du monde 1970.

## Palmarès

### Championnats du monde
- Mondiaux 1971 à Hameelinna :
  -  Médaille de bronze en relais.